# Правила Вудворда — Гоффмана
Правила Вудворда — Гоффмана (правило збереження орбітальної симетрії) (рос. правило сохранения орбитальной симметрии [Вудворда — Гоффмана], англ. rule of orbital symmetry conservation, [Woodward — Hoffmann’s rule])
- 1. Електроциклічні реакції протікають легше, якщо зайняті молекулярні орбіталі молекул реактантів і продуктів реакції повністю узгоджуються за властивостями симетрії (корелюють між собою).
- 2. Якщо певний елемент симетрії (напр., площина відбивання) зберігається в ході молекулярної реорганізації (навіть з розривом хімічного зв'язку), орбіталь повинна зберігати свій тип симетрії відносно цього елемента.